# 谷中レトロカメラ店の謎日和シリーズ
『谷中レトロカメラ店の謎日和シリーズ』（やなかレトロカメラてんのなぞびよりシリーズ）は、柊サナカによる日本の推理小説のシリーズ。

## ストーリー概要
東京・谷中で、三代続くカメラ屋「今宮写真機店」の店長と女性アルバイトが客が持ち込んで来たカメラにまつわる謎を解いていく。

## シリーズ一覧
- 『谷中レトロカメラ店の謎日和』(2015年9月・宝島社）
- 『谷中レトロカメラ店の謎日和 フィルム、時を止める魔法(』（2016年10月・宝島社）

| スタブアイコン | サブスタブ | この項目は、まだ閲覧者の調べものの参照としては役立たない、文学に関連した書きかけの項目です。この項目を加筆・訂正などしてくださる協力者を求めています（P:文学、PJ:ライトノベル）。項目が小説家・作家の場合には{Writer-substub}を、文学作品以外の本・雑誌の場合には{Book-substub}を貼り付けてください。 |